# Vincly
Vincly é uma comuna francesa na região administrativa de Altos da França, no departamento de Pas-de-Calais. Estende-se por uma área de 4,6 km². Em 2010 a comuna tinha 164 habitantes (densidade: 35,7 hab./km²).